# Tigo Star Paraguay
Tigo Star Paraguay es una compañía paraguaya operada por la empresa Tigo Paraguay. Ofrece servicios de televisión por cable e internet a través de su marca Tigo Internet Hogar. En julio de 2012, Tigo compró Cablevisión Paraguay, que después renombró como Tigo TV, más tarde, Tigo Star.

## Historia
En Asunción, ofrece provee su servicio de televisión por cable digital. En el Gran Asunción el servicio se encuentra totalmente digitalizado desde mediados de 2006 y emite a través del estándar de televisión digital codificada DVB-C con programación en HD. Posee, además, un canal de televisión abierta llamado Unicanal.
El 16 de octubre de 2013, se inauguró el canal de música denominado Hei.
El 1 de febrero de 2014, lanzó Tigo Sports que ofrece toda la transmisión exclusiva del fútbol paraguayo, también de tenis, básquetbol, vóley, Fórmula 1, MMA y eventos deportivos amateurs. 
En febrero de 2015 Tigo vendió el canal Unicanal al Grupo JBB.
También desde febrero de 2019 ofrece también VOD vía  ONEtv y tiene 99 canales de alta definición de los cuales 15 ingresaron el 24 de octubre de 2019.

## Canales de producción propia

### Canales propios
- Institucional
- Tigo Sports
- Tigo Sports 2
- Tigo Sports 3
- Tigo Sports 4
- Tigo Sports 5
- Tigo Sports+
- Tigo Max